# Chisholm (Ontario)
Chisholm est un canton du nord-est de l'Ontario, au Canada, plus précisément situé dans le district de Nipissing. Sa population est de 1 291 habitants lors du recensement canadien de 2016.

## Localités
Le canton de Chisholm comprend les localités d'Alderdale, Booth's Landing, Chiswick, Fossmill, Grahamvale et Wasing. Les bureaux administratifs du canton sont situés à Chiswick. 
Toutefois, ces localités ne constituent plus que des zones d'habitation légèrement plus denses que le reste du territoire cantonal, ou sont complètement abandonnées, comme dans le cas de Fossmill. Les localités d'Alderdale, Fossmill, Grahamvale et Wasing étaient autrefois des arrêts ou des points de repère de la subdivision Alderdale des Chemins de fer nationaux du Canada. Le service ferroviaire décline à partir du milieu du 20e siècle et est finalement éliminé en 1996. 

## Démographie
Selon les données recueillies par le recensement du Canada de 2016, la population est de 1 291 habitants et celle-ci a augmenté de 2,2 % depuis 2011. Le nombre de logements est de 623. 